# 对赌协议
对赌协议（英语：Bet-on Agreement/VAM Agreement），是一种包含了运用估值调整机制（Valuation Adjustment Mechanism，VAM）的对赌条款的私募股权投资协议。融资方引入投资方时，投资方为降低其投资风险，会建立这一协议，规定根据目标估值变化要求一定的赔偿或退出价格。对赌协议在法律上隶属于投资方和融资方的契约安排，在英国、美国等地区受契約自由的保护，在中国大陆存有争议。

## 概念
私募股权基金会对它投资的目标企业进行评估，企业股权的估值取决于该企业未来一段时间内为股东提供投资回报的能力。由于无法确定估值，降低投资风险，投资、融资方针对目标企业的营业数额、上市日期等可量化标准进行约定。根据这类约定形成的协议可被称为对赌协议，即与约定指标对赌。若完成约定内容，则投资方给予目标一定的利益；反之，投资方会得到相应的赔偿。在经济学的定义中，对赌协议是一种投资工具；在法学及各国立法定义中，对赌协议则是双方的契约合同，并牵涉到股权所有人的权利义务分配。

## 协议模式
对赌协议的实现模式可分为多种，下列为部分常见形式：
- 股权调整
- 货币补偿
- 股权稀释
- 控股转移
- 股权回购
- 股权激励
- 股权优先

## 经济学中的对赌协议
在投资市场中，由于信息不对称，对赌协议被用于有效应对被投资企业估值调整和经营激励的需要。对赌协议的机制利用目标公司上市或被兼并收购时的股票价值，捆绑了融资方的回报与投资方的利益，并将部分控制权转让于风投家，确保投资方的投资安全。

## 法学中的对赌协议
对赌协议的双方，即投资方与融资方，都是从事商业行为的主体。对于从事投资行为的私募股权基金投资方而言，签订对赌协议也是它进行商业活动的一种形式。在2019年九民会的定义下，对赌协议“指投资方与融资方在达成股权性融资协议时，为解决交易双方对目标公司未来发展的不确定性、信息不对称以及代理成本而设计的包含了股权回购、金钱补偿等对未来目标公司的估值进行调整的协议”。

### 主体构成
对赌协议的主体双方为投资方与融资方。投资方以私人股权基金为主，如高盛、摩根士丹利等。融资方则为一般的企业，如蒙牛等，但在中华人民共和国境内多为民营企业，只有少数为国营企业。

### 合同性质
对赌协议属于主体双方就融资安排而签订的合同。对赌协议根据《中华人民共和国合同法》第一百二十四条“本法分则或者其他法律没有明文规定的合同，适用本法总则的规定，并可以参照本法分则或者其他法律最相类似的规定。”为一种无名合同。